# 레일라 켄즐
릴라 켄즐(Leila Kenzle, 영어 발음: /ˈliːlə/, 1960년 7월 16일 ~ )은 미국의 배우, 성우이다.

## 출연 작품

### 영화
- 타인의 돈 (1991)
- 화이트 올랜더 (2002)
- 핫 칙 (2002) - 줄리 역
- 아이덴티티 (2003)

### 텔레비전
- 결혼 이야기 (1992-99)
- 프렌즈 (1995)
- 닥터 슬론 (1996, 2000)